# Konzert für Bratpfanne und Orchester
Konzert für Bratpfanne und Orchester ist ein deutscher Kinderfilm der DEFA von Hannelore Unterberg aus dem Jahr 1976.

## Handlung
Die Kinder eines Neubauviertels haben auf und um einen Baum herum allerhand Lärminstrumente aufgebaut: Topfdeckel, Schlaghölzer, Bratpfannen, Flaschen, Klingeln, Tuten usw. Von Zeit zu Zeit erzeugen sie teils lustige, teils lästige Geräusche, die von den Erwachsenen nicht immer gern gehört werden. Der einzige, der für die Kinder Verständnis hat, ist der Berufsmusiker Herr Kling, der in einem Orchester den Kontrabass spielt. Bum hat ein besonderes Instrument: Bei einem Altwarenhändler bekommt er einen Ladenhüter geschenkt, den dieser nicht verkaufen kann, da er unvollständig ist. Es handelt sich hier um das Oberteil eines Metallbettes, das einst der Prinzessin Anna Amalia gehörte. In seiner Phantasie erzeugt Bum auf diesem Bettgestell Töne, die von einem Xylophon stammen könnten.
Mehrere Tage fährt ein Lautsprecherwagen durch die Stadt und kündigt an, dass im Wohngebiet ein „Fest der guten Einfälle“ veranstaltet wird. Bum will mit seinen Freunden und dem Bratpfannenorchester dort auftreten. Nur gibt es immer wieder Streit zwischen den Kindern. Da kommt eine alte Teekanne aus Blech ins Spiel, die per Trick lebendig wird, um die Kinder bei ernsthaften Musizierversuchen zu unterstützen, die sich aber in Rauch auflöst, wenn Zank und Streit aufkommen. Die Kanne ist originell, kann musizieren, laufen und ist mitunter komisch in ihren Aktionen. Mit ihrer Unterstützung gelingt es dem Bratpfannenorchester zum großen Fest gemeinsam mit einem richtigen Orchester aufzutreten.

## Produktion
Konzert für Bratpfanne und Orchester wurde von der Künstlerischen Arbeitsgruppe „Berlin“ auf ORWO-Color gedreht. Die Uraufführung fand am 16. Mai 1976 im Berliner Kino Kosmos statt. Die Erstausstrahlung im Fernsehen der DDR erfolgte bei Professor Flimmrich in der Flimmerstunde am 7. Mai 1977 im 1. Programm. Ab 1978 lief der Film auch in den Kinos der Bundesrepublik.

## Kritik
K. J. Wendlandt von der Tageszeitung Neues Deutschland fand, dass der Film in seinen stimmungsvollen, breit ausgemalten Episoden den Alltag des Lebens einfängt. Ein heiterer Grundton bestimmt die Handlung, die so manche spaßige und auch besinnliche Begebenheit bereithält. Die realen Vorgänge und phantastischen Geschehen gehen aber so ineinander über, dass damit recht hohe Anforderungen an die kleinen Zuschauer gestellt werden.
Das Lexikon des internationalen Films bezeichnete den Film als anspruchsvoll inszeniert, der mit märchenhafter Fantasie für Recycling plädierte, als noch kein Mensch hierzulande das Wort kannte.

## Auszeichnungen
- 1976: Grand Prix beim 10. Internationalen Filmtechnischen Wettbewerb in Moskau (für tricktechnische Gestaltung)